# Bahnstrecke Kopidlno–Bakov nad Jizerou
| Kursbuchstrecke (SŽ): | 063                  |                                              |                                              |
| Streckenlänge: | 37,412 km            |                                              |                                              |
| Spurweite: | 1435 mm (Normalspur) |                                              |                                              |
| Streckenklasse: | C3                   |                                              |                                              |
| Maximale Neigung: | 15 ‰                 |                                              |                                              |
| Streckengeschwindigkeit: | 60 km/h              |                                              |                                              |
| |                      |                                              |                                              |
| \| \| \| von Jičín (vorm. BCB) \| \| \| \| 0,000 \| Odb. Kamensko \| Odb. Kamensko \| \| \| \| nach Veleliby (vorm. BCB) \| \| \| \| 0,006 \| Infrastrukturgrenze SŽDC / AŽD Praha \| Infrastrukturgrenze SŽDC / AŽD Praha \| \| \| 1,646 \| Ledkov \| Ledkov \| \| \| 3,987 \| Libáň \| Libáň \| \| \| 7,710 \| Dětenice \| Dětenice \| \| \| 9,111 \| Osenice \| Osenice \| \| \| 11,322 \| Rokytňany \| Rokytňany \| \| \| \| nach Dobrovice město (vorm. BCB) \| \| \| \| 14,130 \| Rabakov \| Rabakov \| \| \| 16,377 \| Domousnice \| Domousnice \| \| \| 17,650 \| Řítonice \| Řítonice \| \| \| 22,376 \| Infrastrukturgrenze AŽD Praha / SŽDC \| Infrastrukturgrenze AŽD Praha / SŽDC \| \| \| \| von Stará Paka (LB Sudoměř-Skalsko–Alt Paka) \| \| \| \| 22,528 \| Dolní Bousov \| Dolní Bousov \| \| \| \| nach Skalsko (LB Sudoměř-Skalsko–Alt Paka) \| \| \| \| \| Klenice \| \| \| \| 27,080 \| Obrubce \| Obrubce \| \| \| 29,816 \| Lítkovice \| Lítkovice \| \| \| 32,256 \| Kněžmost \| Kněžmost \| \| \| 34,633 \| Buda \| Buda \| \| \| \| Rychlostní silnice 10 \| \| \| \| \| von Turnov (vorm. TKPE) \| \| \| \| 37,412 \| Odb. Zálučí \| Odb. Zálučí \| \| \| \| nach Praha hl.n. (vorm. TKPE) \| \| \| \| \| \| \| \| Quellen: [1][2][3] \| \| \| \| |                      |                                              |                                              |
| Strecke |                      | von Jičín (vorm. BCB)                        | von Jičín (vorm. BCB)                        |
| Blockstelle | 0,000                | Odb. Kamensko                                | Odb. Kamensko                                |
| Abzweig geradeaus und nach links |                      | nach Veleliby (vorm. BCB)                    | nach Veleliby (vorm. BCB)                    |
| Wechsel des Eisenbahninfrastrukturunternehmens | 0,006                | Infrastrukturgrenze SŽDC / AŽD Praha         | Infrastrukturgrenze SŽDC / AŽD Praha         |
| Haltepunkt / Haltestelle | 1,646                | Ledkov                                       | Ledkov                                       |
| Haltepunkt / Haltestelle | 3,987                | Libáň                                        | Libáň                                        |
| Bahnhof | 7,710                | Dětenice                                     | Dětenice                                     |
| Haltepunkt / Haltestelle | 9,111                | Osenice                                      | Osenice                                      |
| Haltepunkt / Haltestelle | 11,322               | Rokytňany                                    | Rokytňany                                    |
| Abzweig geradeaus und ehemals nach links |                      | nach Dobrovice město (vorm. BCB)             | nach Dobrovice město (vorm. BCB)             |
| Haltepunkt / Haltestelle | 14,130               | Rabakov                                      | Rabakov                                      |
| Haltepunkt / Haltestelle | 16,377               | Domousnice                                   | Domousnice                                   |
| Haltepunkt / Haltestelle | 17,650               | Řítonice                                     | Řítonice                                     |
| Wechsel des Eisenbahninfrastrukturunternehmens | 22,376               | Infrastrukturgrenze AŽD Praha / SŽDC         | Infrastrukturgrenze AŽD Praha / SŽDC         |
| Abzweig geradeaus und von rechts |                      | von Stará Paka (LB Sudoměř-Skalsko–Alt Paka) | von Stará Paka (LB Sudoměř-Skalsko–Alt Paka) |
| Bahnhof | 22,528               | Dolní Bousov                                 | Dolní Bousov                                 |
| Abzweig geradeaus und nach links |                      | nach Skalsko (LB Sudoměř-Skalsko–Alt Paka)   | nach Skalsko (LB Sudoměř-Skalsko–Alt Paka)   |
| Brücke |                      | Klenice                                      | Klenice                                      |
| Haltepunkt / Haltestelle | 27,080               | Obrubce                                      | Obrubce                                      |
| Haltepunkt / Haltestelle | 29,816               | Lítkovice                                    | Lítkovice                                    |
| Haltepunkt / Haltestelle | 32,256               | Kněžmost                                     | Kněžmost                                     |
| Haltepunkt / Haltestelle | 34,633               | Buda                                         | Buda                                         |
| Strecke mit Straßenbrücke |                      | Rychlostní silnice 10                        | Rychlostní silnice 10                        |
| Abzweig geradeaus und von rechts |                      | von Turnov (vorm. TKPE)                      | von Turnov (vorm. TKPE)                      |
| Blockstelle | 37,412               | Odb. Zálučí                                  | Odb. Zálučí                                  |
| Strecke |                      | nach Praha hl.n. (vorm. TKPE)                | nach Praha hl.n. (vorm. TKPE)                |
| |                      |                                              |                                              |
| Quellen: |                      |                                              |                                              |

Die Bahnstrecke Kopidlno–Bakov nad Jizerou ist eine regionale Eisenbahnverbindung in Tschechien, die ursprünglich von den Böhmischen Commercialbahnen (BCB) als Lokalbahn Liban–Bakow erbaut und betrieben wurde. Sie zweigt bei Kopidlno von der Bahnstrecke Veleliby–Jičín ab und führt in Mittelböhmen über Dolní Bousov nach Bakov nad Jizerou, wo sie in die Bahnstrecke Praha–Turnov einmündet.
Nach einem Erlass der tschechischen Regierung ist die Strecke seit dem 20. Dezember 1995 als regionale Bahn („regionální dráha“) klassifiziert.

## Geschichte

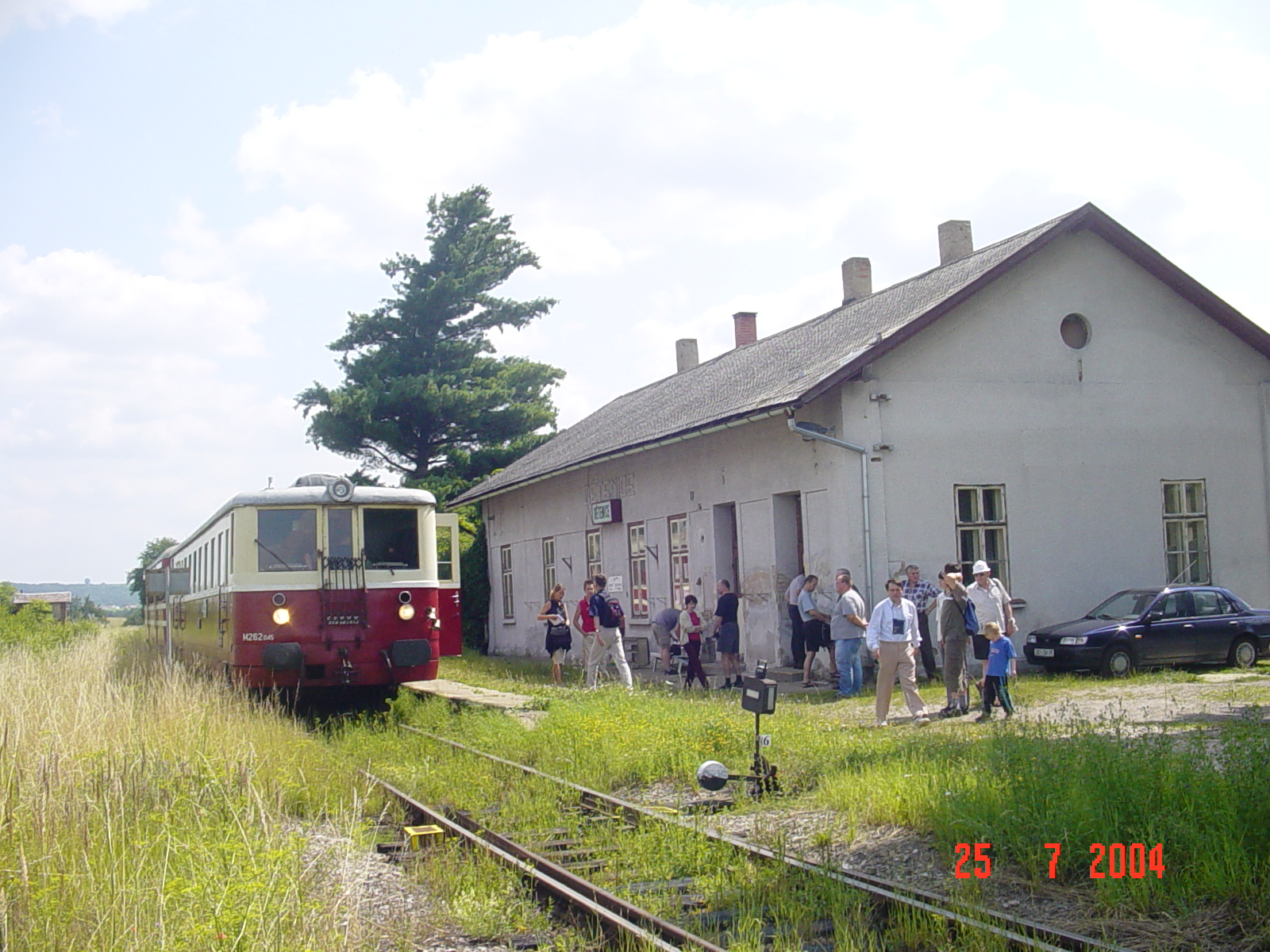
Bahnhof Dětenice (2004)

Die Konzession für die Lokalbahn Kopidlno–Liban erhielten die Gründer der BCB, die Bauunternehmer Johann Muzika und Karl Schnabel am 9. Mai 1881 gemeinsam mit den Strecken Königgrätz–Wostroměř, Sadowa–Smiřic, Nimburg–Jičín, Křinec–Königstadtl, Nezvěstitz–Miröschau und Nusle–Modřan. Teil der Konzession war die Verpflichtung, die Strecken bis zum 1. September 1882 „zu vollenden und dem öffentlichen Verkehre zu übergeben“. Ausgestellt war die Konzession bis zum 8. Mai 1971. Eröffnet wurde die Strecke am 1. Juli 1882. Den Betrieb führte die BCB selbst aus.
Die Konzession für die Fortsetzungsstrecke Liban–Bakow erhielt die BCB am 17. Mai 1882 gemeinsam mit den Strecken Dětenic–Dobrowitz und Krupa–Kolleschowitz. Teil der Konzession war die Verpflichtung, die Strecken „binnen einem Jahre … zu vollenden und dem öffentlichen Verkehre zu übergeben“. Ausgestellt war die Konzession bis zum 17. Mai 1972. Die Strecke wurde am 25. August 1883 eröffnet.
Nach der Verstaatlichung der BCB im Jahr 1909 kam die Strecke zu den k.k. Staatsbahnen (kkStB). Im Jahr 1912 wies der Fahrplan der Lokalbahn täglich zwei gemischte Zugpaare 2. und 3. Klasse aus. Sie benötigten für die 42 Kilometer lange Strecke Kopidlno–Bakow etwas mehr als zwei Stunden.

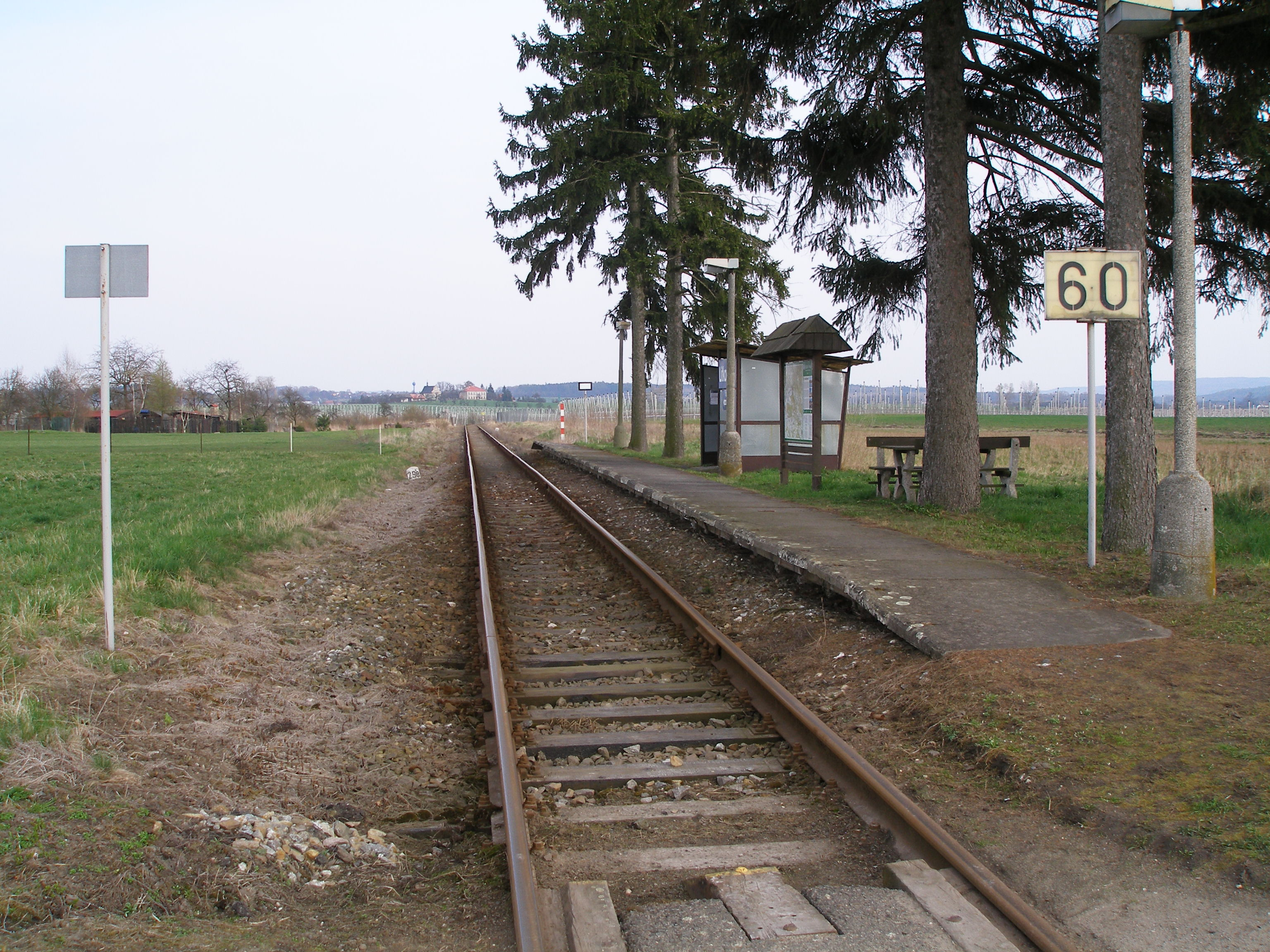
Haltestelle Lítkovice (2012)

Nach dem für Österreich-Ungarn verlorenen Ersten Weltkrieg gelangte die Strecke ins Eigentum der neu begründeten Tschechoslowakischen Staatsbahnen (ČSD).
Im Zweiten Weltkrieg lag die Strecke zur Gänze im Protektorat Böhmen und Mähren. Betreiber waren jetzt die Protektoratsbahnen Böhmen und Mähren (ČMD-BMB). Am 9. Mai 1945 kam die Strecke wieder vollständig zu den ČSD.
Am 1. Januar 1993 ging die Strecke im Zuge der Auflösung der Tschechoslowakei an die neu gegründeten České dráhy (ČD) über. Seit 2003 gehört sie zum Netz des staatlichen Infrastrukturbetreibers Správa železniční dopravní cesty (SŽDC).
Im Jahr 2009 wurde der werktägliche Reisezugverkehr zwischen Kopidlno und Dolní Bousov zugunsten einer Autobuslinie eingestellt. Die verbliebenen Fahrten am Wochenende endeten im März 2010. Im Fahrplan 2012 wurde die Strecke werktags mit drei Reisezugpaaren in der Relation Dolní Bousov–Bakov nad Jizerou bedient.
Im Jahr 2016 kam der Abschnitt von Kopidlno bis Dolní Bousov in das Eigentum von AŽD Praha. Der tschechische Hersteller für Eisenbahnsicherungstechnik möchte die Strecke fortan als Erprobungsstrecke für fahrerlose Züge nutzen.

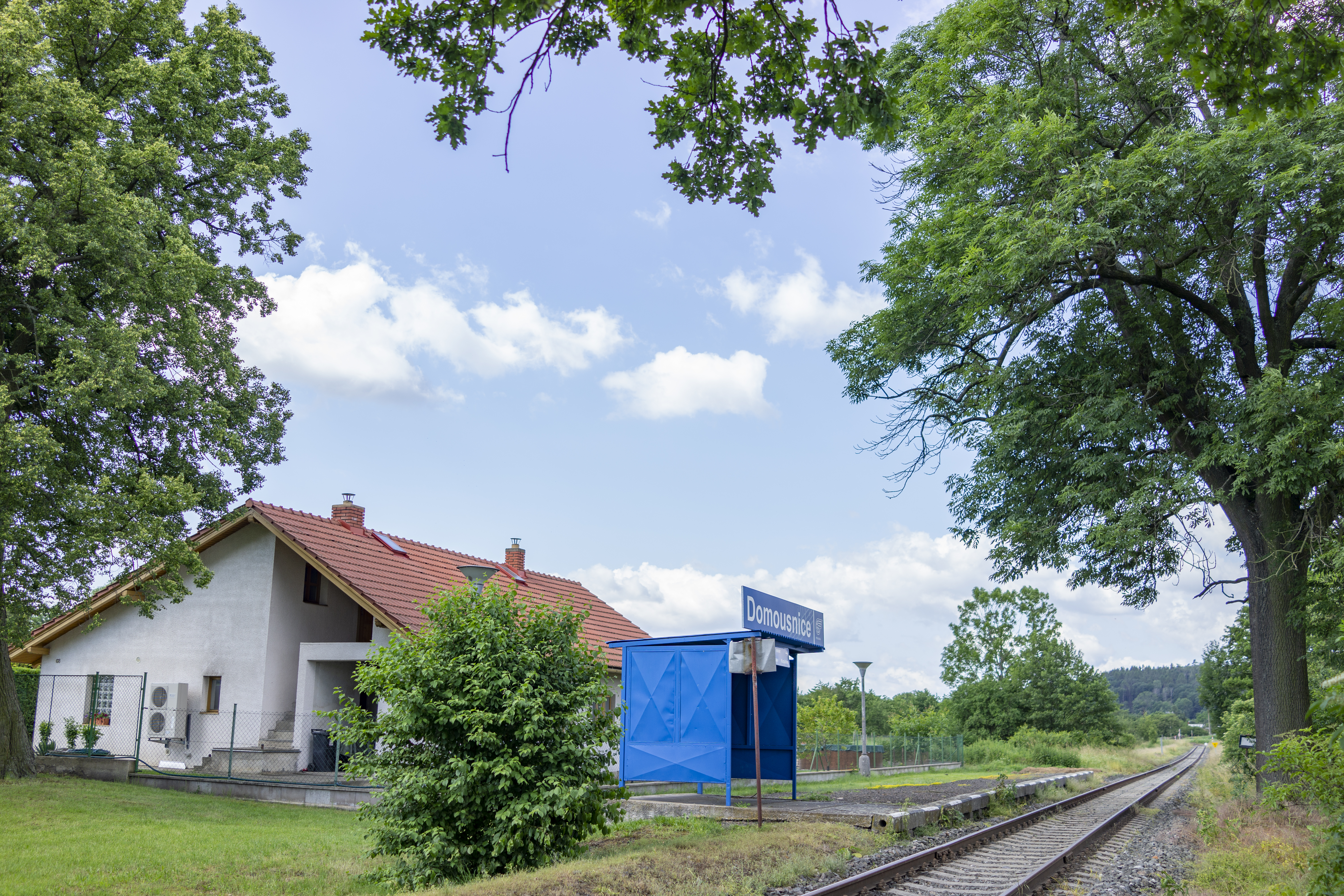
Haltestelle Domousnice (2020)

Etwa drei Kilometer der Strecke am Bahnhof Dětenice sind von AŽD als Versuchsstrecke für den Betrieb fahrerloser Züge vorgesehen. Der Bahnhof Dětenice erhielt ein neu entwickeltes elektronisches Stellwerk des Typs ESA 44. Das europäische Zugsicherungssystem ETCS auf Basis von GSM-R wird in den angrenzenden Abschnitten aufgebaut. Bereits im Jahr 2020 sollte ein erster fahrerloser Versuchszug auf der Strecke verkehren. Bis Oktober 2023 baut AŽD im Streckenabschnitt zwischen Ledkov und Dětenice ein eigenes 5G-Mobilfunknetz auf. Damit wird die Übertragung von datenintensiven Informationen, wie digitale Karten, Überwachungsinformationen, Bilder von Sensoren und Kameras, die den Raum um den Zug überwachen, sowie die Kommunikation mit externen Sensoren entlang der Strecke ohne Einschränkungen gleichzeitig möglich.
Im August 2021 beschloss der Středočeský kraj als Aufgabenträger für den öffentlichen Nahverkehr die ersatzlose Einstellung des verbliebenen, werktäglichen  Reiseverkehrs zwischen Dolní Bousov und Bakov zum Fahrplanwechsel am 12. Dezember 2021.
Im März 2021 gab AŽD bekannt, die Strecke Kopidlno–Dolní Bousov auch wieder für den öffentlichen Verkehr nutzen zu wollen. Am 5. April 2025 wurde der Reiseverkehr mit drei Personenzugpaaren an den Wochenenden im Sommerhalbjahr wieder aufgenommen.
Dieses touristische Zugangebot wird mit finanzieller Beteiligung der Anliegergemeinden umgesetzt. Mittlerweile wird die Strecke von AŽD Praha als „Kopidlnka“ bezeichnet. 
Ab 5. April 2025 wird AŽD einmal monatlich im Rahmen des touristischen Verkehrs an den Wochenenden „fahrerlose Züge“ im Fahrgastbetrieb einsetzen. Obwohl selbständig fahrend, wird dabei trotzdem weiter ein Triebfahrzeugführer anwesend sein und die Fahrt überwachen. Ein vollständig autonomer Betrieb ist mit Stand 2025 aus gesetzlichen Gründen nicht zugelassen. Zum Einsatz kommt der Triebwagen 811.111 „EDITA“, der mit den entsprechenden Überwachungs- und Steuerungseinrichtungen ausgerüstet wurde. Die Reisenden können über Monitore im Fahrgastraum die Fernübertragungen der Sensoren und Kameras verfolgen, welche die Umgebung scannen, Entfernungen messen und das Gelände kartieren. AŽD bezeichnet das Vorhaben als „technologische Innovation in Europa“. Bislang gibt es fahrerlose Systeme  nur bei geschlossenen Bahnsystemen, wie zum Beispiel U-Bahnen oder privaten Montanbahnen im Güterverkehr.